# Doc Lawson
Adolphus Lawson, detto Doc (Liberia, 11 febbraio 1958), è un ex calciatore e giocatore di calcio a 5 statunitense.

## Carriera
Iniziò a giocare a calcio a 14 anni, passando alla MISL una volta diplomato, e fu tra i giocatori che inaugurarono la lega con i Cincinnati Kids. Negli anni successivi si divise tra la lega indoor americana e le leghe calcistiche professionistiche con New York Arrows e New York Cosmos, prima di passare nel 1985 ai Dallas Sidekicks dove rimase sino al 1991 quando chiuse la carriera.
Con la Nazionale maggiore ha collezionato 3 presenze, tutte nel mese di ottobre 1979, fece poi parte della Nazionale olimpica che si qualificò ai Giochi della XXII Olimpiade; poi la selezione non prese parte ai Giochi. Con la nazionale di calcio a 5 disputò il FIFA Futsal World Championship 1989, concluso dagli statunitensi al terzo posto.